# Feuerwehrkran
Ein Feuerwehrkran (kurz: FwK) ist ein für die Belange der Feuerwehr ausgerüsteter Autokran. In Österreich werden diese Fahrzeuge üblicherweise von den Landesfeuerwehrverbänden bei Stützpunkten stationiert. Für Besetzung und Wartung ist die jeweilige Stationierungsfeuerwehr zuständig.

## Aufgaben
Aufgaben des Feuerwehrkrans sind:
- überregionale technische Hilfeleistung,
- Unterstützung bei der Menschenrettung aus exponierten Lagen,
- Unterstützung bei der Brandbekämpfung,
- kommunale Dienstleistung und technische Amtshilfe.

## Funkrufnamen in Deutschland
Der Funkrufname im BOS-Funk der in Deutschland eingesetzten Feuerwehrkräne richtet sich nach den jeweiligen örtlichen Verordnungen oder Verwaltungsvorschriften.

## Ausrückeordnungen
Der Feuerwehrkran rückt meistens in Kombination mit dem Rüstzug aus, um z. B. umgekippte Lkw oder Waggons wieder aufzurichten oder schwere Hindernisse zu heben. Meist fährt noch ein Kranbegleitfahrzeug mit, das notwendige Mannschaft und zusätzliche Anschlagmittel mitführt; nicht selten handelt es sich dabei um einen Rüstwagen; es kann aber auch sein, dass es sich in einem AB-Kran (Abrollbehälter Kran) befindet.

## Technik

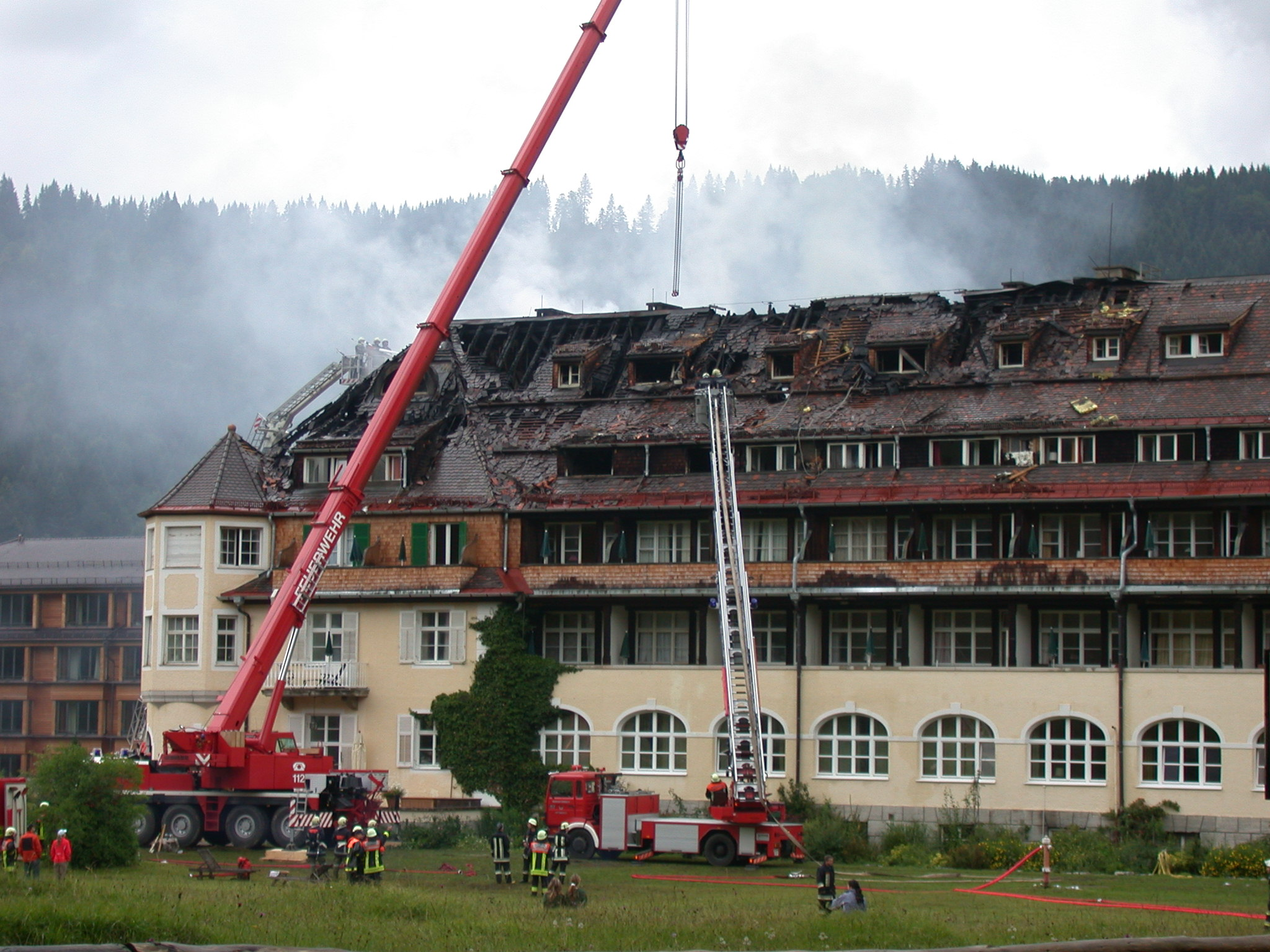
Feuerwehrkran im Einsatz

### Technischer Aufbau
Feuerwehrkrane unterscheiden sich im Aufbau nicht von anderen großen Fahrzeugkränen.

### Feuerwehrtechnische Beladung
Die Beladung eines Feuerwehrkrans unterscheidet sich kaum von der eines normalen Autokrans, die Gerätekästen am Fahrzeug sind jedoch sehr umfangreich auf die Belange der Feuerwehr ausgestattet. Feuerwehrkrane verfügen sowohl über gelbe, als auch über blaue Rundumkennleuchten (Sondersignalanlage). Am Fahrzeugheck sind die Kranwagen meist mit einer Bergewinde und einer Abschleppeinrichtung ausgestattet. Oft verfügt der Feuerwehrkran über einen Rettungskorb, welcher eingehängt werden kann und mit dem größere Höhen und besonders Tiefen erreicht werden können, als mit einem Hubrettungsfahrzeug. Einige modernere Feuerwehrkräne können auch über diese Rettungskörbe Wenderohre vornehmen.
Es existieren auch moderne FWK mit (verkleinerten) Gittermastspitzen, in deren Spitze Monitore angebracht sind.

## Geschichte

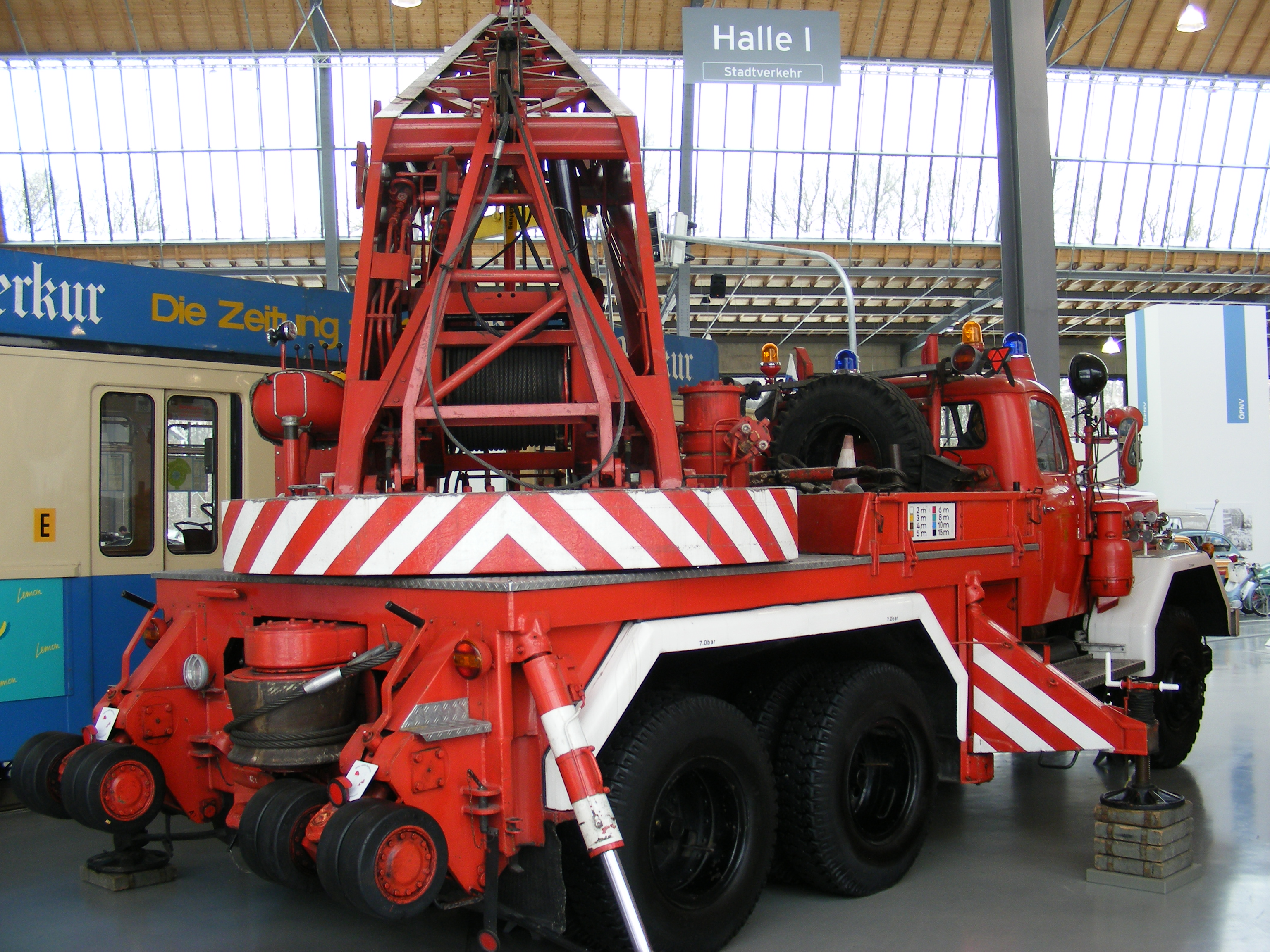
Magirus-Deutz KW 16

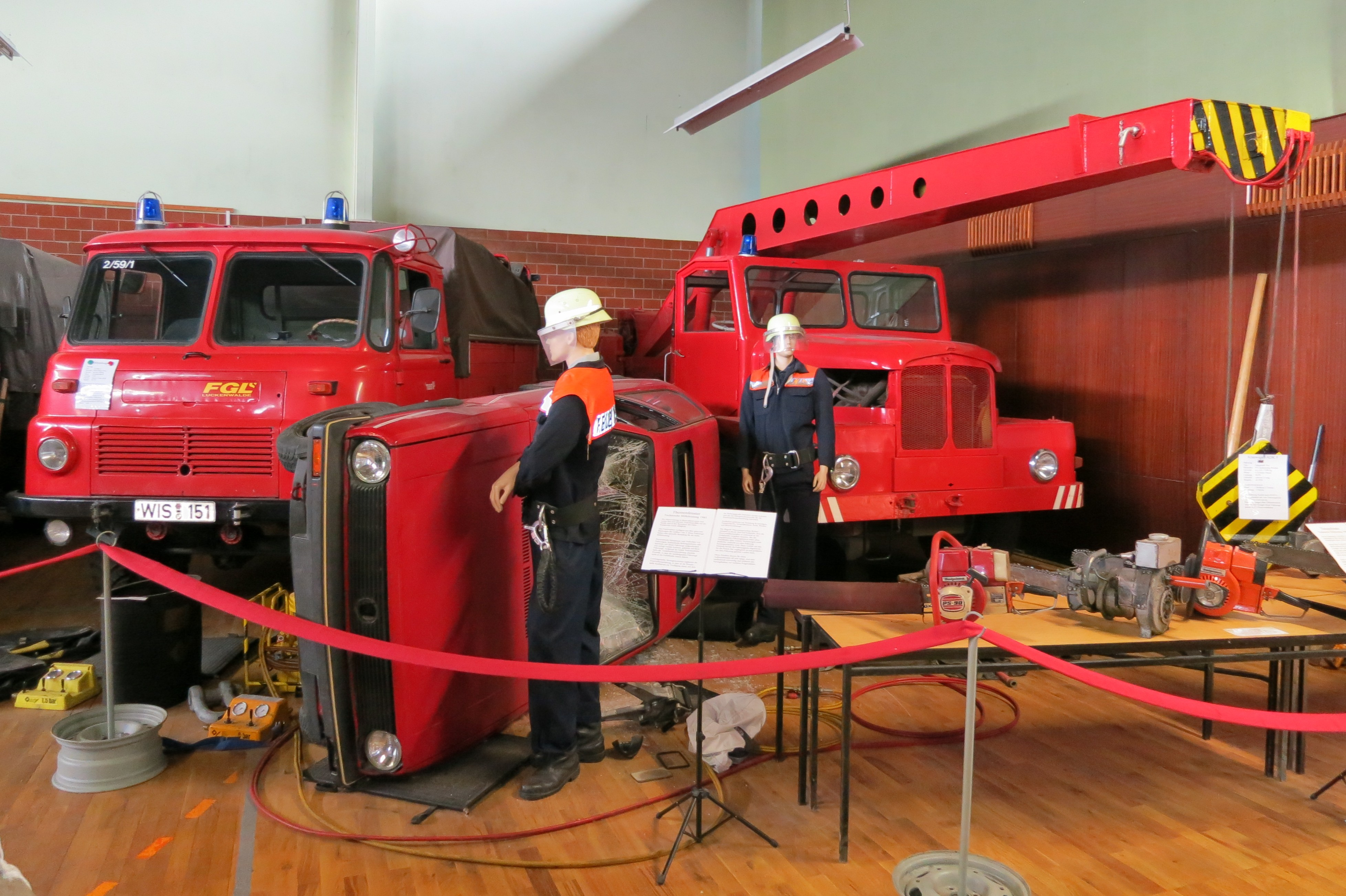
ADK V/5 als Feuerwehrkran KW 5 im Internationalen Feuerwehrmuseum Schwerin

Zu den Pionieren im Bau von Feuerwehrkränen gehörte das Unternehmen Magirus-Deutz aus Ulm. 1954 wurde der Magirus-Deutz Uranus vorgestellt, auf dessen Basis ab 1956 mit dem KW 15 ein Feuerwehrkranwagen mit 15 Tonnen Traglast erhältlich war. Dieses Modell war damals konkurrenzlos stark auf dem Markt, nicht nur hinsichtlich der Motorleistung von 250 PS, sondern auch hinsichtlich der Traglast des Krans. Der Kranwagen wurde später bis auf 20 Tonnen Traglast aufgewertet (zunächst KW 16, dann KW 20). Es handelte sich um einen Gittermast-Kran, die Technik des Teleskoparmes war noch nicht entwickelt. Der Magirus-Deutz KW war in Deutschland der erste flächendeckend angeschaffte und in größeren Stückzahlen gebaute Feuerwehrkranwagen. Später waren Kräne von Faun und Liebherr sehr erfolgreich.
In der DDR wurden aus heimischer Produktion der Autodrehkran Panther als KW 5 sowie der Autodrehkran 125 als KW 12 eingesetzt.

## Alternativen
Vereinzelt existieren auch Rüstwagen, Gerätewagen oder Wechselladerfahrzeuge mit Kran. Diese Fahrzeuge sind allerdings nicht so leistungsfähig wie spezialisierte Feuerwehrkräne. Manche Feuerwehren verzichten auf eigene Kranfahrzeuge und kooperieren mit privaten Unternehmen, die Mobilkräne für Feuerwehreinsätze in Bereitschaft halten. Die Einsatzkosten werden durch den Träger der Feuerwehr erstattet, der dafür keine Anschaffungs- und Wartungskosten trägt. Diese Kostenersparnis kann die Nachteile der längeren Alarmierungszeit und mangels Wegerecht längeren Anfahrtszeit rechtfertigen.